# Мичелл, Джон
Джон Мичелл (англ. John Michell; 25 декабря 1724 — 29 апреля 1793) — священник из деревни Торнхилл (графство Йоркшир), видный английский естествоиспытатель и геолог.
Занимался астрономией, оптикой и гравитацией, будучи одновременно теоретиком и экспериментатором. Открыл, в частности, волноподобную природу землетрясений, осуществил целый ряд оригинальных исследований в области магнетизма и гравитации, предвидел возможность существования чёрных дыр, предложил способ производства искусственных магнитов. Его называли отцом сейсмологии.
В письме от 27 ноября 1783 года, которое он послал в Королевское общество, были объединены ньютоновская небесная механика и корпускулярная оптика. Письмо содержало концепцию массивного тела, гравитационное притяжение которого настолько велико, что скорость, необходимая для преодоления этого притяжения (вторая космическая скорость), равна или превышает скорость света с расчётом, из которого следовало, что для тела с радиусом в 500 солнечных радиусов и с плотностью Солнца вторая космическая скорость на его поверхности будет равна скорости света. Таким образом, свет не сможет покинуть это тело, и оно будет невидимым. Мичелл предположил, что в космосе может существовать множество таких недоступных наблюдению объектов.
Впервые предложил использовать для определения гравитационной постоянной крутильные весы и построил прототип прибора для измерения массы Земли, однако не успел поставить эксперимент и провести вычисления самостоятельно.
Пытался измерить давление света путём фокусирования световых лучей на одном конце иглы компаса, но в процессе эксперимента игла расплавилась.
После смерти Мичелла его аппаратура перешла члену Лондонского Королевского общества Генри Кавендишу, который и вычислил массу нашей планеты (см.: Эксперимент Кавендиша).